# موویت
موویت (عبری: מוביט‎) شرکت نرم‌افزار اسرائیلی است، که در سال ۲۰۱۲ تأسیس شد.